# Glen Peak
Der Glen Peak (in Argentinien Monte Glen) ist ein rund 1000 m hoher Berg am nördlichen Ende der Liard-Insel in der zur Loubet-Küste des westantarktischen Grahamlands gehörenden Hanusse-Bucht.
Luftaufnahmen der US-amerikanischen Ronne Antarctic Research Expedition (1947–1948) und der Falkland Islands and Dependencies Aerial Survey Expedition (1956–1957) dienten der Kartierung des Berges. Das UK Antarctic Place-Names Committee benannte ihn 1960 nach dem britischen Physiker John Wallington Glen (* 1927) von der University of Birmingham, der sich mit der mono- und polykristallinen Eisbildung befasst hatte.